# Cremastus ashmeadii
Cremastus ashmeadii är en stekelart som beskrevs av Dasch 1979. Cremastus ashmeadii ingår i släktet Cremastus och familjen brokparasitsteklar. Inga underarter finns listade i Catalogue of Life.